# Jacek Berensztajn
Jacek Zbigniew Berensztajn (* 16. Oktober 1973 in Piotrków Trybunalski) ist ein ehemaliger polnischer Fußballspieler und heutiger Fußballtrainer.

## Laufbahn

### Vereine

#### Als Spieler
Er begann seine Karriere 1991 bei GKS Bełchatów, wo er mit kurzzeitigen Unterbrechungen, in der Rückrunde 1993/94 war er an Siarka Tarnobrzeg ausgeliehen, von Juli 1997 bis zum Dezember 1998 spielte er für SV Ried und in der Rückrunde 2000/01 war er an Odra Wodzisław Śląski ausgeliehen, bis 2003 spielte.
Es folgten die Stationen RKS Radomsko (2003–04), KSZO Ostrowiec Świętokrzyski (2005–06) sowie Zagłębie Sosnowiec (2006–07).
Im Januar 2008 wechselte er zum Fünftligisten Włókniarz Zelów, für den er bis zum Ende der Saison 2011/12 aktiv war. Im Sommer 2009 stieg er mit dem Verein in die vierte Liga auf.

#### Als Trainer
Im Anschluss an seine Laufbahn als Spieler übernahm er bei seinem letzten Klub Włókniarz Zelów das Traineramt.

### Nationalmannschaft
In der polnischen Nationalmannschaft kam Berensztajn in zwei Freundschaftsspielen 1996 gegen Zypern (2:2) und 1997 gegen Litauen (0:0) zum Einsatz, in denen er ohne Torerfolg blieb.